# Poulets grillés - La Belle et le Clochard
Pour plus de détails, voir Fiche technique et Distribution.
Poulets grillés – La Belle et le Clochard est un téléfilm français réalisé par July Hygreck, sur un scénario d'Anne Charlotte Kassab et David Robert, et diffusé pour la première fois en France le 9 janvier 2024 sur France 3.
Cette comédie policière, librement inspirée du roman Poulets grillés de Sophie Hénaff paru aux éditions Albin Michel, est une coproduction de France Télévisions, Scarlett Production (Mediawan) et Mother Production pour France 3,, réalisée avec la participation de TV5 Monde et de la Radio télévision suisse (RTS).

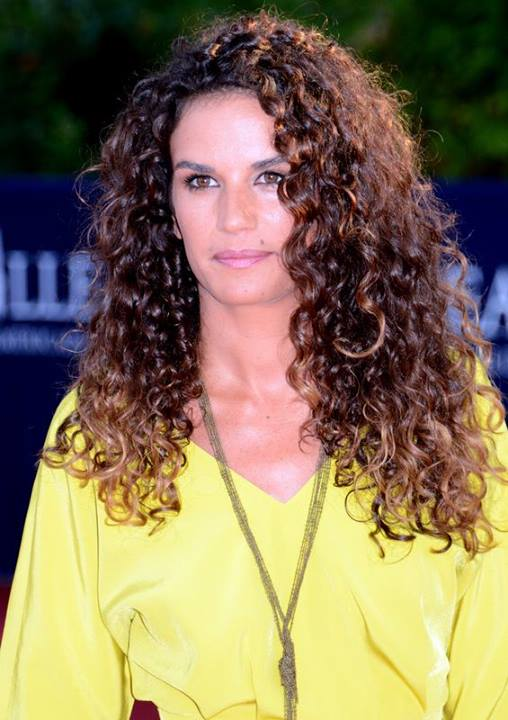
Barbara Cabrita.

## Synopsis
La commandante Anne Capestan dirige la « 4e brigade », une brigade de la police judiciaire de Lille à laquelle ne sont affectés que des policiers alcooliques, dépressifs et inadaptés,. 
Alors que la police recherche activement une ancienne influenceuse victime d'un enlèvement, la brigade est mise sur la touche et doit se contenter d'enquêter sur la mort d'un SDF.

## Fiche technique
- Titre français : Poulets grillés - La Belle et le Clochard
- Réalisation : July Hygreck[1],[2],[3],[6]
- Scénario : Anne Charlotte Kassab et David Robert[1],[2],[6]
- Musique : Hervé Rakotofingara
- Décors : Sylvie Lobez[1]
- Costumes : Aurore Pierre[1]
- Photographie : Bertrand Mouly[1]
- Son : Yann Le Mapihan
- Montage : Nicole Brame
- Production : Simon Trouilloud et Harold Valentin (Mother Production), Joëy Faré (Scarlett Production)[1],[2]
- Sociétés de production : France Télévisions, Scarlett Production (Mediawan) et Mother Production[1],[2]
- Pays de production :  France
- Langue originale : français
- Format : couleur
- Genre : Comédie policière
- Durée : 90 minutes[1],[2],[3]
- Dates de première diffusion :
  - France : 9 janvier 2024 sur France 3

## Distribution
4e brigade
- Barbara Cabrita : commandante Anne Capestan
- Marie-Armelle Deguy : Eva Rosière, lieutenante et auteure de polars
- Hubert Delattre : Lebreton
- Marie Petiot : lieutenante Torrez, surnommée « La poisse »
- Mohamed Belhadjine : Max, le jeune geek de l'équipe

BRI
- Jean-Michel Lahmi : commissaire divisionnaire Buron
- Janis Abrikh : commandant Zacharie Toquin

Autres personnages
- Sophie Duez : Lydia Cottard
- Laura Boujenah : Camilla Chabrier
- Fantine Gelu : Cindy Joly
- Clément Bigot : Timothé Cottard
- Catherine Artigala : Lucienne Duprieux
- Assouma Sow : Marie-Lou Pouilloux

## Production

### Genèse et développement
Le scénario est dû à Anne Charlotte Kassab et David Robert, et la réalisation est assurée par July Hygreck,.
La production est assurée par Simon Trouilloud et Harold Valentin pour Mother Production, et par Joëy Faré pour Scarlett Production (Mediawan),.
Poulets grillés - La Belle et le Clochard est la suite de Poulets grillés, un téléfilm diffusé en avril 2022 et qui a réuni 4,89 millions de téléspectateurs pour une part d'audience de 21,9 %.

### Tournage
Le tournage se déroule du 16 janvier au 10 février 2023 à Lille, dans le département français du Nord, en région Hauts-de-France,,.

## Accueil

### Diffusions et audience
En France, diffusé le 9 janvier 2024 sur France 3, le téléfilm est regardé par 3 470 000 téléspectateurs et se classe premier en termes d'audience.